# Биккенин, Наиль Бариевич
Наиль Бариевич Биккенин (20 сентября 1931 — 20 апреля 2007) — советский и российский философ и журналист, член-корреспондент РАН, доктор философских наук.

## Биография
Родился в Казани в семье медика Абдул Бари Сафича Биккенина (1896—1981). Внучатый племянник депутата Государственной Думы от партии кадетов по Оренбургской губернии Зигангира Нургалиевича Байбурина. Окончил философский факультет МГУ (1954), аспирантуру того же факультета(1957). С 1958 по 1963 — преподаватель кафедры философии МГУ.
С 1963 по 1966 — консультант отдела философии в журнале «Коммунист». С 1966 по 1987 — консультант отдела науки, отдела пропаганды ЦК КПСС, затем — заведующий сектором, заместитель заведующего отделом пропаганды ЦК КПСС. С 1987 — главный редактор журнала «Коммунист». В 1990—1991 — член ЦК КПСС.
С августа 1991 — главный редактор журнала «Свободная мысль». Работал также главным научным сотрудником в Институте философии РАН. С 1987 член-корреспондент АН СССР/РАН.
В своих работах пытался реализовать деятельностный подход к политическому сознанию, идеологии и культуре. Идеология рассматривается как специфическая форма отражения социальной действительности. Проблема соотношения политического сознания, политической деятельности и нравственности — одна из центральных для Биккенина. Главные направления научной деятельности: философия, анализ взаимосвязи идеологии с наукой, культурой, экономикой.
Похоронен в Москве на Кунцевском кладбище.

## Основные работы
- «К проблеме соотношения общих и специфических законов развития» // «Вестник МГУ. Сер. экономики, философии и права», 1957, № 3
- «Общество и законы его развития» // «Вопросы философии», 1960, № 11
- «Коммунизм и социально-экономическое равенство» // «Вопросы философии», 1962, № 11
- «Гуманизм коммунистов-ленинцев» // «Коммунист», 1963, № 17
- «Основы политических знаний» (М., 1972)
- «Характер идеологии и тип пропаганды» // «Вопросы философии», 1975, № 11
- «Марксистско-ленинское учение об идеологии» (М., 1976)
- «Роль марксистско-ленинской идеологии в развитом социалистическом обществе» // «Вопросы истории КПСС», 1976, № 2
- «Углубление кризиса буржуазного общества и сознание интеллигенции» // «Вопросы философии», 1977, № 5
- «Социалистическая идеология» (1978; 4-е изд. 1983)
- «Пропаганда общественно-политической литературы в массовых библиотеках» (М., 1980; редактор)
- «Война — мораль — литература» // «Перспектива: о литературе зрелого социализма» (М., 1983)
- «Культура как социальное явление» (М., 1983)
- «Идеология и культура» (М., 1985)
- «Политическое сознание» // «Общественное сознание и его формы» (М., 1986)
- «Особенности идеологической борьбы на мировой арене» // «Проблемы идеологической борьбы на мировой арене» (М., 1988)
- «Как это было на самом деле: сцены общественной и частной жизни» (М., 2003)
- «Человек XX столетия. Воспоминания о Н. Б. Биккенине» (М.: ГЭОТАР-Медиа, 2011) — в числе прочего не публиковавшиеся при жизни главы из мемуаров «Как это было на самом деле»